# إيوثيميوس الرابع
البطريرك إيوثيميوس الرابع
بطريرك أنطاكية وسائر المشرق للروم الأرثوذكس وخليفة بطرس وبولس لكنيسة أنطاكية الأرثوذكسية بين عامي (1635 - 1647) .

## حياته
ولد في عائلة أصلها من جزيرة خيوس ودخل إلى دير مار سابا ، عرف عنه براعته برسم الإيقونات لذلك تم استدعاؤه إلى دمشق بغرض رسم الكاتدرائية الملكية .

## بطريركيته
تم ترشيحه من قبل البطريرك إيوثيميوس الثالث وهو على فراش الموت ، لذلك تمت سيامته تنفيذاً للوصية بعد وقت قليل من وفاة البطريرك إيوثيميوس الثالث ، واتخذ اسم إيوثيميوس الرابع .
يتم ذكره بالبطريرك الخجول لأنه لم يكن بشجاعة سلفه .
اتصفت فترة بطريركيته بعلاقة جيدة مع المبشرين اللاتين في سوريا .
توفي بسبب المرض في دمشق بتاريخ 11 تشرين الأول 1647 .